# 에디 클라크
에디 클라크(영어: Eddie Clarke, 1950년 10월 5일 ~ 2018년 1월 10일)는 헤비 메탈 밴드 패스트웨이와 모터헤드의 멤버였던 영국의 기타리스트였다. 모터헤드의 클래식 라인업 중 레미 킬미스터, 필 테일러가 사망 당시 살아남은 마지막 멤버였다.

## 생애 및 경력

### 초창기
클라크는 기타를 연주하기 시작했고, 그가 15살이 되었을 때, 비터 엔드라고 불리는 많은 지역 밴드를 거쳤다. 클라크는 "나는 섹스 때문에 패스트 에디라는 이름을 얻은 것이 아니며, 심지어 빠르게 연주할 수 있기 때문도 아니었다"고 말했다. 한 음을 정말 빨리 연주할 수 있었다"고 그의 노련한 트레몰로 피킹을 언급했다.

### 모터헤드
클라크는 하우스보트를 개조하는 작업을 하던 중 최근에 모터헤드에 합류한 드러머 필 테일러를 만났다. 그러나 레미 킬미스터의 공인된 전기에 따르면 클라크는 당시 클라크와 연애 관계에 있던 리허설 스튜디오의 접수원 거티로부터 레미를 소개받은 것으로 보인다. 얼마 지나지 않아, 그는 그들과 놀고 있었다. 초기에 에디는 "가구 동굴"로 알려진 첼시 킹스 로드와 로츠 로드 모퉁이에 있는 개조 양조장의 일부인 스눕스 리허설 스튜디오에서 모터헤드와 함께 리허설을 했다. 모터헤드의 인기는 그들의 영국 차트 성공과 함께 상승했다. 3인조 그룹(킬미스터, 클라크, 테일러)은 《Motörhead》, 《Overkill》, 《Bomber》, 《Ace of Spades》, 《No Sleep 'til Hammersmith》, 《Iron Fist》 음반과 일련의 히트 싱글을 보유하고 있다.

### 사망
2018년 1월 10일, 67세의 나이로 폐렴으로 치료를 받던 병원에서 사망했다.

## 음반 목록

### 모터헤드
- Motörhead (1977년)
- Overkill (1979년)
- Bomber (1979년)
- Ace of Spades (1980년)
- No Sleep 'til Hammersmith (1981년)
- Iron Fist (1982년)
- BBC Live & In-Session (2005년)